# Pandaceae
Attention ! Ne pas confondre les Pandaceae avec les Pandanaceae, famille de plantes monocotylédones.
Famille
Classification APG III (2009)
Les Pandaceae (les Pandacées) sont une famille de plantes à fleurs dicotylédones de l'ordre des Malpighiales. Elle comprend une trentaine d'espèces réparties en 3 à 5 genres.
Ce sont des arbustes ou des arbres des régions tropicales, originaires de l'Afrique de l'Ouest et de l'Asie du Sud-Est.

## Étymologie
Le nom vient du genre type Panda, nom vernaculaire au Nigeria et au Cameroun.

## Classification
La classification phylogénétique APG II (2003) et la classification phylogénétique APG III (2009) situent cette famille dans l'ordre des Malpighiales.

## Liste des genres
Selon World Checklist of Selected Plant Families (WCSP) (24 mai 2010), Angiosperm Phylogeny Website (24 mai 2010) et NCBI (24 mai 2010) :
- Galearia (en) Zoll. & Moritzi (1846)
- Microdesmis (en) Planch. (1848)
- Panda Pierre (1896)

Selon DELTA Angio (24 mai 2010) :
- Bhesa (en) : parfois classé dans les Centroplacaceae
- Centroplacus (en) : parfois classé dans les Centroplacaceae
- Galearia
- Microdesmis
- Panda

## Liste des espèces
Selon World Checklist of Selected Plant Families (WCSP) (24 mai 2010) :
- genre Galearia Zoll. & Moritzi (1846)
  - Galearia aristifera Miq., Fl. Ned. Ind. (1861)
  - Galearia celebica Koord., Meded. Lands Plantentuin 19: 584, 626 (1898)
  - Galearia filiformis (Blume) Boerl. (1890)
  - Galearia fulva (Tul.) Miq. (1859)
  - Galearia maingayi Hook.f. (1887)
  - Galearia stenophylla Merr. (1922)
- genre Microdesmis Planch. (1848)
  - Microdesmis afrodecandra Floret, A.M.Louis & J.M.Reitsma, Bull. Mus. Natl. Hist. Nat., B (1989)
  - Microdesmis camerunensis J.Léonard (1961)
  - Microdesmis caseariifolia Planch. ex Hook. (1848)
  - Microdesmis haumaniana J.Léonard (1961)
  - Microdesmis kasaiensis J.Léonard (1961)
  - Microdesmis keayana J.Léonard (1961)
  - Microdesmis klainei J.Léonard (1961)
  - Microdesmis magallanensis (Elmer) Steenis (1955)
  - Microdesmis pierlotiana J.Léonard (1961)
  - Microdesmis puberula Hook.f. ex Planch. (1848)
  - Microdesmis yafungana J.Léonard (1961)
- genre Panda Pierre (1896)
  - Panda oleosa Pierre (1896)